# Dr. Hönle
Die Dr. Hönle AG ist ein international tätiges Unternehmen auf dem Gebiet der UV-Technologie für industrielle Anwendungen. Sie entwickelt, produziert und vertreibt UV-Anlagen, UV-Strahler sowie UV-Messtechnik. Die Systeme werden in der Farb- und Lacktrocknung, in der Kleb- und Kunststoffhärtung sowie in der Entkeimung von Luft und Oberflächen eingesetzt.

## Geschichte
Das Unternehmen wurde 1976 von Karl Hönle und Günter Schmid als Personengesellschaft gegründet. Im folgenden Jahr wurde die Unternehmensform von einer GbR in eine GmbH umgewandelt. Im Jahr 1980 wurden die ersten UV-Bestrahlungsgeräte für industrielle Anwendungen entwickelt. 1991 und 1992 wurden zunächst die Dr. K. Hönle Produktions GmbH, dann die Dr. K. Hönle Medizintechnik GmbH gegründet. 1998 wurde die französische Niederlassung Honle UV France S.a.r.l. und das Tochterunternehmen Aladin GmbH (UV-Lampenhersteller) gegründet sowie die Dr. K. Hönle Medizintechnik GmbH verkauft. Im selben Jahr erfolgte auch die Umwandlung in eine AG und im Jahr 2001 der Börsengang. 2002 eröffnete das Dr. Hönle Resident Representative Office in Shanghai.
2008 übernahm Hönle mit der Panacol Gruppe (Panacol-Elosol GmbH, Eleco Panacol – EFD) einen Klebstoffspezialisten und mit der Eltosch GmbH (Bogenoffset) und der PrintConcept GmbH (Rotationsdruck) zwei Trocknungsanlagenbauer für die Druckindustrie. 2009 eröffnete die Hönle Gruppe mit der Eltosch America Inc. eine weitere Niederlassung in den USA. Im Jahr 2010 übernahm Hönle mehrheitlich die UV-Technik Speziallampen GmbH. 2011 folgte die Eröffnung des Sales Office Italien (Pavia) sowie die Umwandlung des Dr. Hönle Resident Representative Office in die Hoenle UV Technology (Shanghai) Trading Ltd.
2012 übernahm die Dr. Hönle AG mehrheitlich die Raesch-Gruppe, bestehend aus der Raesch Quarz (Germany) GmbH, Langwiesen und der Raesch Quarz (Malta) Ltd., Malta. Die Unternehmensgruppe stellt Rohre und Halbfabrikate aus Quarzglas her. Die Grafix GmbH gehört seit 2013 zur Hönle Gruppe. Sie ist Hersteller von Peripheriegeräten für den Bogenoffsetdruck, z. B. für Trocknung, Puderauftrag, Temperierung und Konditionierung beim Farbauftrag. Rückwirkend zum 1. Oktober 2013 wurden die Grafix GmbH, Stuttgart und die Eltosch Torsten Schmidt GmbH, Hamburg, zur Eltosch Grafix GmbH verschmolzen. Im zweiten Quartal 2013/2014 erfolgte eine Umfirmierung der amerikanischen Tochtergesellschaft Eltosch America Inc., Batavia, IL, USA, auf die Eltosch Grafix America Inc., Batavia, IL, USA. 2015 wurde das Marktsegment Klebstoffe durch zwei neue Tochterfirmen gestärkt: Panacol-Korea sowie Panacol-USA. 2019 erfolgte die Gründung der GEPA Coating Solutions GmbH mit Sitz in Frickingen/Bodensee. GEPA Coating Solutions entwickelt, fertigt und vertreibt Lackiersysteme. 2020 wurde die Aladin GmbH auf die uv-technik Speziallampen GmbH verschmolzen und die Sterilsystems GmbH mit Sitz in Österreich erworben, deren UVC-Systeme in der Luft- und Oberflächenentkeimung, der Wasserdesinfektion sowie in der Geruchsneutralisation Verwendung finden. Im gleichen Jahr wurden die UMEX GmbH mit dem Hauptgeschäftsfeld UV-Wasserbehandlung und die Technigraf GmbH (LED-UV/UV-Bandtrockner und -Spezialanlagen) mehrheitlich übernommen. Ebenfalls 2020 erwarb die Dr. Hönle AG die uv-technik Meyer GmbH (UV-Strahler und Vorschaltgeräte) inkl. der uv-technik international ltd, UK. Die uv-technik Meyer GmbH wurde im gleichen Jahr auf die uv-technik Speziallampen GmbH verschmolzen. 2021 bezog die Dr. Hönle AG ihr neues Firmengebäude in Gilching, den Hauptsitz der Hönle Gruppe. Zum 1. Oktober 2022 erfolgte die Verschmelzung der Eltosch Grafix GmbH auf die Dr. Hönle AG. Zum 1. Dezember 2022 hat die Dr. Hönle AG sämtliche Anteile an der Raesch Quarz (Germany) GmbH in Ilmenau verkauft. Die Anteile an der UMEX GmbH sowie der Technigraf GmbH wurden zum 1. Oktober 2023 verkauft, die Anteile an der GEPA Coating Solutions GmbH wurden zum 30. September 2024 verkauft.

## Anwendungsfelder
Das Unternehmen zählt international zu den führenden Anbietern industrieller UV-Technologie und entwickelt, produziert und vertreibt weltweit UV-Anlagen, UV-Strahler, UV-Messtechnik sowie elektronische Vorschaltgeräte. Zum Produkt-Portfolio gehören auch UV-LED-Produkte und -systeme sowie inertisierte UV-Anlagen. Die UV-Systeme werden zur Vernetzung photoreaktiver Substanzen sowie zur Luft-, Oberflächen- und Verpackungsentkeimung eingesetzt. Anwendung finden die Produkte in Fertigungsprozessen der Elektronik, Mikroelektronik, Feinmechanik und Optik, in der Druck-, Automobil-, Luftfahrt- und Pharmaindustrie sowie bei Testverfahren in der Photovoltaik-Industrie.
Daneben werden von der Gruppe Infrarot- und Heißluft-Trocknungssysteme, Bestäubungssysteme (Eltosch Grafix), UV-Nieder- und Mitteldrucklampen, UV-Strahler zur Luft-, Wasser und Oberflächenentkeimung (UV-Technik Speziallampen), sowie High-Tech-Klebstoffe für die Medizintechnik und andere industrielle Anwendungen (Panacol) entwickelt, produziert und vertrieben.

## Aktionärsstruktur
Anzahl der Aktien: 6,0629 Millionen. Bekannte Aktionäre sind (Stand September 2024):
| Anteil  | Anteilseigner         |
| ------- | --------------------- |
| 25,36 % | Peter Moehrle Holding |
| 4,63 %  | Hans-Joachim Vits     |
| 4,49 %  | Teslin / Gerlin       |
| 3,11 %  | Lazard                |
| 3,00 %  | Quaero Capital        |